# Mala sela (gmina Črnomelj)
Mala sela – wieś w Słowenii, w gminie Črnomelj. W 2018 roku liczyła 12 mieszkańców.